# Carl-Heinrich von Stülpnagel
Carl-Heinrich von Stülpnagel est un General der Infanterie de la Heer de la Wehrmacht pendant la Seconde Guerre mondiale, né le 2 janvier 1886 à Berlin où il est mort le 30 août 1944 dans la prison de Plötzensee.
Du 14 février 1942 au 21 juillet 1944, il est « Militärbefehlshaber in Frankreich » (commandant en chef des troupes d’occupation en France), ayant ainsi succédé à son cousin Otto von Stülpnagel, lequel avait tenu ce poste de 1940 à 1942.
Il est démis de ses fonctions pour avoir participé au complot du 20 juillet 1944 contre Hitler, en arrêtant les SS de la région parisienne.
Ayant raté son suicide alors qu'il fait route vers l’Allemagne, il est jugé au Volksgerichtshof et exécuté par les nazis, pendu à un croc de boucher.

## Biographie

Fanion d’un Militärbefehlshaber (commandant en chef des troupes d'occupation dans un pays).

Fils d'un général prussien, Hermann von Stülpnagel, et d’une mère elle aussi fille d’un général bavarois, Luise née baronne von Tann-Rathsamhausen. Heinrich von Stülpnagel est issu d'une famille de militaires de carrière, de la noblesse d’épée.
Heinrich fait ses études primaires et secondaires à Francfort-sur-le-Main, en Allemagne, et embrasse une carrière militaire toute tracée pour lui. Il sort lieutenant dans le 115e régiment d'infanterie (de) en 1906. Le 20 janvier 1916, il se marie au château de Brandis (de) avec Helene baronne von Pentz (de) (1889-1965), la fille du propriétaire saxon Friedrich baron von Pentz, fidéicommissaire à Brandis, et de son épouse Marie, née Steinmetz. De leur mariage sont nés Joachim (né en 1917), Walter (né en 1919) et leur fille Marie-Luise (née en 1923).
Il participe à la Première Guerre mondiale et sert en tant que capitaine d'état-major dans la Reichswehr. En 1925, il est promu commandant. Il devient lieutenant-colonel en 1930 et colonel en 1932. En 1935, il est nommé Generalmajor. De 1936 à 1938, il commande la 30e division d'infanterie à Lübeck, où il est promu Generalleutnant en 1937. De novembre 1938 à juin 1940, il est affecté à l'État-major de l'armée. L'affaire Blomberg-Fritsch, la crise des Sudètes et l'annexion de la Bohême le rendent méfiant vis-à-vis du régime nazi.

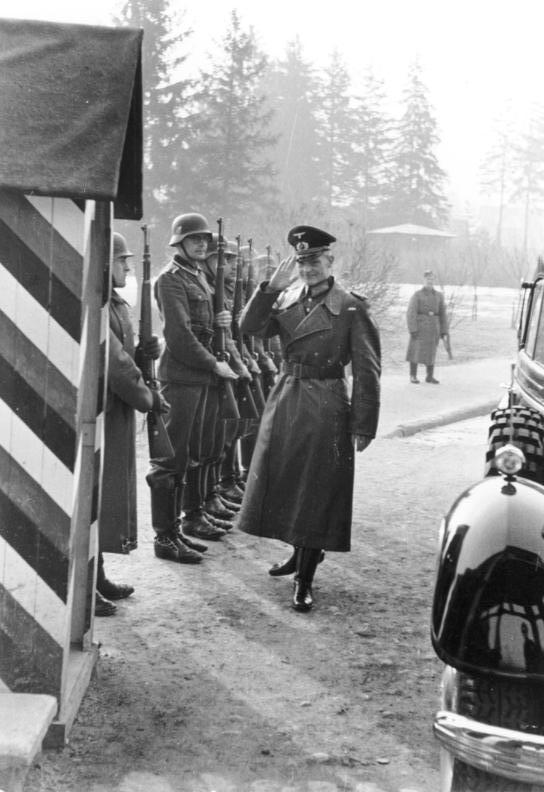
Carl-Heinrich von Stülpnagel, 1941, Pologne.

En 1939, Carl-Heinrich von Stülpnagel reste en contact étroit avec Ludwig Beck et Franz Halder appartenant à un groupe cherchant à éviter la guerre, y compris par un coup d'État contre Hitler, et leur révèle des plans secrets. Il est promu General der Infanterie en 1939 et obtient le commandement du 2e  corps d'armée en 1940. De juin 1940 à janvier 1941, il obtient le poste de président de la Commission d'armistice franco-allemande à Wiesbaden. Il est nommé ensuite à la tête de la 17e armée en 1941. Il participe donc à la guerre contre l'Union soviétique, jusqu'en octobre 1941.
Du 13 février 1942 au 21 juillet 1944, il est présent à Paris, successeur de son cousin Otto von Stülpnagel, en tant que « Militärbefehlshaber in Frankreich » (commandant en chef des troupes d’occupation en France). Souhaitant n'exercer que des activités militaires, il est néanmoins contraint d'exercer des représailles contre la population civile à la suite d'attentats perpétrés par la Résistance française. Durant cette période, il prend conscience qu'Hitler mène l'Allemagne à sa perte, et devient membre actif d'un groupe d'officiers s'opposant à la politique de Hitler, tels que Ludwig Beck.
Stülpnagel est mêlé à l'attentat du 20 juillet 1944 contre Hitler. Ce jour-là, vers 12 h 45, une bombe explose au quartier général de la Wolfsschanze en Prusse-Orientale. Pensant que l'attentat a réussi, Stülpnagel, assisté du lieutenant-colonel Caesar von Hofacker, fait arrêter 1 200 SS et leurs officiers, en particulier le SS-Gruppenführer und Generalleutnant der Polizei Carl Oberg et le SS-Standartenführer Helmut Knochen. Il ne réussit cependant pas à convaincre le commandant en chef des armées de l'Ouest, le maréchal von Kluge, de se rallier à la conjuration. Démis de ses fonctions, Stülpnagel est convoqué à Berlin. Il prend la route, et, à Vacherauville, près de Verdun où il avait combattu lors de la Première Guerre mondiale, il demande à son chauffeur de s'arrêter pour prendre l'air et marcher un peu sur les bords de la Meuse. Il se tire alors une balle dans la tête et tombe dans le fleuve. Catastrophé, son chauffeur se précipite, parvient à le sortir de l'eau et à le conduire à l'hôpital militaire allemand de Verdun, où les chirurgiens le sauvent in extremis. Aveugle et diminué, le général y est arrêté et amené à Berlin où, le 30 août 1944, il est jugé et condamné à mort par le Tribunal du peuple (entièrement dévoué au Führer). Le même jour à la prison de Plötzensee, il est conduit par la main vers un croc de boucher auquel il est pendu.

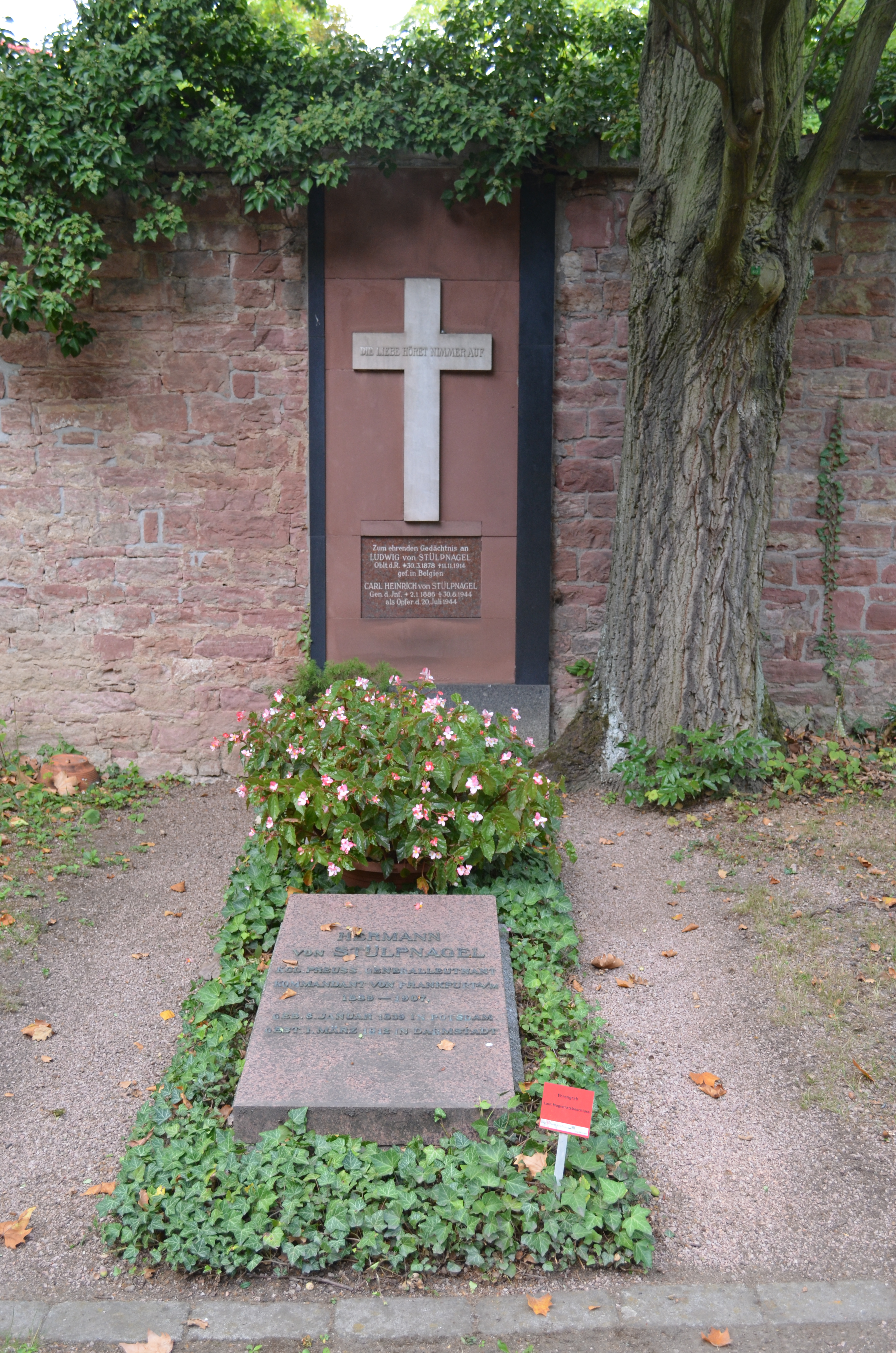
À l’Hauptfriedhof de Francfort, contre le mur, mémorial en l’honneur de Carl-Heinrich von Stülpnagel.

Sa dépouille est, comme celle de tous les condamnés à mort, transférée à l'Institut d’anatomie de l'université de Berlin en vue d’être utilisée pour les besoins de la recherche médicale. Après la guerre, une « tombe d’honneur » est édifiée dans le cimetière Hauptfriedhof de Francfort, contre un de ses murs, le mur « 402b », près de la tombe de ses parents, non loin de celle du philosophe Schopenhauer.

## Successeur à Paris
Le 22 juillet 1944, il est remplacé à son poste de Militärbefehlshaber in Frankreich par le General der Flieger Karl Kitzinger (de).
Le matin du 7 août 1944, Dietrich von Choltitz est nommé gouverneur militaire du Grand-Paris en remplacement de Hans von Boineburg-Lengsfeld, qui a été en poste du 1er avril 1943 au 7 août 1944. Ce poste de gouverneur militaire du Grand-Paris ne doit pas être confondu avec celui de commandant en chef des troupes d’occupation en France auquel il est rattaché.

## Distinctions
- Croix de chevalier avec épées de l'ordre de la maison royale Hohenzollern (Ritterkreuz des Königlichen Hausordens von Hohenzollern mit Schwertern)
- Croix de fer 2e et 1re classe (Eisernes Kreuz (1914) II. und I. Klasse)
- Insigne des blessés de guerre (1918) (Verwundetenabzeichen (1918) in Schwarz)
- Croix d'honneur des anciens combattants (Ehrenkreuz für Frontkämpfer)
- Agrafe de la croix de fer (1939) 2e et 1re classe (Eisernes Kreuz (1939) 2. und 1. Klasse)
- Croix allemande en argent (Deutsches Kreuz in Silber)
- Croix de chevalier de la croix de fer (Ritterkreuz des Eisernen Kreuzes)